# Climogramme

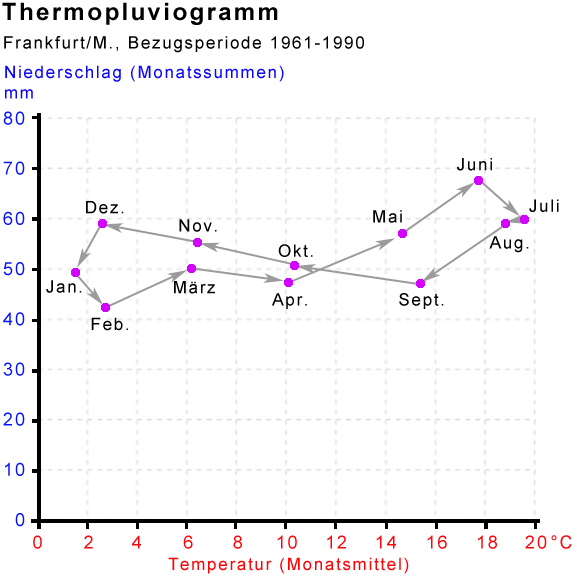
Climogramme en coordonnées orthogonales.

Un climogramme ou thermopluviogramme est un graphique représentant la relation entre deux paramètres climatiques : les précipitations et la température. C'est un des diagrammes climatiques possibles, avec notamment le diagramme des thermo-isoplèthes. Il permet de comparer rapidement et facilement plusieurs climats différents, d'étudier la variabilité d'un climat, ou de mettre en évidence les anomalies mensuelles ou annuelles des moyennes à long terme, en particulier lorsque l'origine du diagramme représente la moyenne climatologique.
En coordonnées orthogonales, sont notées en abscisse les températures en degrés, et en ordonnées les précipitations en millimètres. Pour chaque mois de l'année, un point est placé sur le graphique, selon la moyenne des températures et le total des précipitations du mois. Enfin, un trait relie chaque point.
Avec une représentation en coordonnées polaires, on peut facilement lire la mesure et la direction du changement. Il est ainsi aisé d'établir les relations entre les précipitations, la température et le facteur temps.